# Keeni
Keeni – wieś w Estonii, prowincji Valga, w gminie Otepää.
Znajduje tu się stacja kolejowa Keeni, położona na linii Tartu – Valga.